# Nicolas Souchu
Nicolas Jean-Marie Souchu (Neuilly-sur-Seine, 25 de julio de 1958) es un obispo católico francés. Desde el 15 de noviembre de 2017 se desempeña como obispo de Aire y Dax. Anteriormente, entre 2008 y 2017, fue obispo auxiliar de Rennes.

## Primeros años y educación
Nicolas Souchu es hijo de Jean Souchu, panadero, y de Huguette Bourgeois; sus cuatro abuelos fueron panaderos. Fue estudiante de escuela, secundaria y bachillerato en los liceos Pothier y Benjamin-Franklin de Orleans.
Después de obtener una maestría en administración económica y social, Souchu fue miembro de grupos de formación universitaria. Continuó su formación sacerdotal en el seminario interdiocesano de Orleans entre 1980 y 1986, para luego seguir en el Instituto Católico de París. Obtuvo una maestría en teología bíblica y sistemática en julio de 1999.

## Vida eclesiástica
Fue ordenado diácono el 19 de mayo de 1985 en Pithiviers, y fue ordenado sacerdote el 1 de junio de 1986 para la diócesis de Orleans. Fue  vicario en Gien de 1986 a 1992 y sacerdote in solidum del sector occidental de Orleans entre 1992 y 1995.
Miembro del equipo facilitador del seminario interdiocesano de Orleans, fue director del primer ciclo del seminario de Orleans de 1993 a 1999, vicario episcopal para la aglomeración de Orleans, responsable adjunto de la formación permanente de la diócesis de Orleans entre 1995 y 1999, capellán regional de los grupos de formación universitaria y responsable de la formación de los jóvenes sacerdotes de la región apostólica del Centro.
De 1999 a 2000, fue párroco de Saint-Marceau y Saint-Jean-le-Blanc. Se convirtió en vicario general de la diócesis el 30 de marzo de 2000.
Entre 2002 y 2005 se desempeñó como secretario de la comisión episcopal de ministerios ordenados (CEMIOR). De 2004 a 2006 fue moderador de la parroquia Santa Juana de Arco de Orleans, y de 2006 a 2007 fue administrador de la parroquia de Saint-Jean de Braye. El 1 de octubre de 2008 se convirtió en miembro del equipo de capellanía del centro de detención preventiva de Orleans.

### Obispado
Benedicto XVI lo nombró obispo auxiliar de Rennes, junto a Pierre d'Ornellas, arzobispo de Rennes, el 28 de noviembre de 2008, con el título de obispo titular (o in partibus) de Cataquas. Se celebró una misa de despedida en la catedral de la Santa Cruz de Orleans el 11 de enero de 2009.
Recibió la consagración episcopal el 18 de enero de 2009, en la catedral de San Pedro de Rennes por Pierre d'Ornellas.
El 15 de noviembre de 2017, fue nombrado obispo de Aire y Dax por el Papa Francisco.